# Суходуб, Богдан Владимирович
Богда́н Влади́мирович Суходу́б (укр. Богдан Володимирович Суходуб; 9 февраля 1994) — украинский футболист, защитник.

## Игровая карьера
Воспитанник ДЮСШ Фрунзенец (Сумы) и киевского РВУФК. С 2013 года играл за юношескую и молодёжную команды мариупольского «Ильичёвца». В сезоне 2012/13, по итогам которого 19-летние игроки мариупольской команды завоевали серебряные медали дебютного юношеского первенства, футболист сыграл за эту команду 9 матчей. В следующем сезоне дублёры «ильичей» становились победителем молодёжного первенства. За эту команду Суходуб сыграл 10 игр, лишь две из которых без замен.
В главной команде «Ильичёвца» Суходуб дебютировал 27 сентября 2014 года в матче 1/8 финала Кубка Украины против полтавской «Ворсклы», заменив за 2 минуты до финального свистка Александра Мандзюка. Менее чем через месяц состоялся дебют футболиста и в Премьер-лиге. 19 октября в игре против львовских «Карпат» защитник вышел в стартовом составе. До конца года ещё 3 игры в высшем дивизионе отыграл без замен. Зимой 2015 года проходил сборы с основным составом, но после возобновления чемпионата вернулся в молодёжную команду. В январе 2016 года официально покинул мариупольский клуб.
В феврале 2016 года стал игроком клуба «Сумы».
В 2020 году пожизненно дисквалифицирован Федерацией футбола Армении от любой деятельности, связанной с футболом, за участие в организации договорных матчей